# مركز سيبروبين
مركز الطب الحيوي الأسباني لأبحاث الفيزيولوجيا المرضية للسِمنة والتغذية: والمشار إليه اختصارًا باسم CIBERObn، www.ciberobn.com هو اتحاد بحثي تم تأسيسه في 28 من نوفمبر 2006م ويتولى تمويله معهد سالود كارلوس الثالث (ISCIII) ووزارة العلوم والابتكار (MICINN).
يجمع اتحاد سيبروبين ما بين 25 جمعية بحثية من مختلف المستشفيات والجامعات ومراكز الأبحاث الأسبانية. تتمثل مهمة الاتحاد في الارتقاء بمستوى المعرفة عن الآليات التي تسهم في تطور السمنة بهدف الحد من حدوثها وانتشارها إلى جانب مضاعفاتها علاوة على الأمراض المرتبطة بـالتغذية.
ينقسم اتحاد سيبروبين إلى ثمانية برامج علمية تهدف إلى الارتقاء بمستوى التعاون بين الباحثين لزيادة التضافر بينهم وابتكار مناهج بحثية جديدة. وهذه البرامج بيانها كالتالي:
1. التغذية: ويعني بتأثيرات مختلف أنماط الحمية والمواد المغذية على صحة البشر.
2. بيولوجيا الشحم: تحديد الإشارات الجديدة التي يصدرها النسيج الدهني التي تعد مهمة في تنظيم عملية استقرار الطاقة الداخلية.
3. السمنة والسرطان: دور تلك البروتينات المرتبطة بدورة الخلية على التحكم الأيضي وتطور السِمنة.
4. السمنة ومخاطر أمراض القلب والأوعية الدموية: عوامل الدورة الدموية وعوامل الأيض والعوامل الالتهابية المرتبطة بأمراض القلب والأوعية الدموية في السمنة.
5. العوامل العصبية المعرفية والبيئية: العوامل البيئية والانفعالية المساهمة في اضطرابات التغذية والسمنة.
6. السمنة في مرحلة الطفولة والمراهقة: دراسات بيوكيميائية وهرمونية وأيضية وجينية وبروتيومية ودراسات متعلقة ببنية الجسم في مرحلتي الطفولة والمراهقة.
7. المؤشرات البيولوجية: إستراتيجيات جديدة وتقنيات علاجية ووقائية و مؤشرات بيولوجية للسمنة.
8. النماذج البيولوجية والأهداف العلاجية: تطور نماذج تجريبية وأهداف علاجية والتحقق من دقتها في حالات السمنة.

علاوة على ذلك، يولي اتحاد سيبروبين أهمية فائقة لـالأبحاث التحويلية، ولاسيما التركيز على تحويل الأبحاث النظرية إلى تطبيقات وممارسات سريرية. وحتى هذه اللحظة، تم إنشاء برنامجين شاملين:
- تدريب وتعيين موظفي الاتحاد الذي يهدف إلى تدريب موظفينا وفقًا للمناهج والأولويات البحثية

البرنامج الهيكلي* «بنك السمنة» وهو عبارة عن: بنك بيولوجي يتولى الربط بين البرامج المذكورة آنفًا بشكل مستعرض من خلال المساهمة بحلول مشتركة.
يعد بنك السمنة بمثابة برنامج إستراتيجي لاتحاد سيبروبين حيث يقدم للمجتمع العلمي مجموعة أنواع من المواد البيولوجية والتي يتم التوصل إليها من خلال التنميط الظاهري الأيضي. ويتم إدخال هذه المعلومات من خلال برنامج متميز أعد خصيصًا لهذا الغرض. أنشئ بنك السمنة هذا في عام 2009م- وهو يتضمن الآن 3000 عينة من المواد البيولوجية المجمعة من أكثر من 300 فرد.
وفي عام 2009م، تم نشر 287 مقالاً مصنفًا من هذا الاتحاد. يبلغ معامل التأثير لهذه المقالات 4.05، والذي يعد رقمًا مرتفعًا للغاية في هذا المجال العلمي. تنتمي 67 من بين هذه المقالات (ما يمثل نسبة 23%) إلى أول شرِيحَة عُشْرِيَّة بينما تنتمي 105 منها (حيث تضم 172 ورقة بحث ما يمثل 60%) إلى أول شريحة ربعية من المجال البحثي للدوريات المصنفة. تتميز هذه المقالات مجتمعة بمعامل تأثير يبلغ 1.165. وتوضح البيانات المؤقتة لعام 2010 وجود زيادة بنسبة 10% مما يعد دلالة على الانتشار الدولي للاتحاد.
‌